# Formações de The Cathedral Quartet
Esta é a lista de Integrantes e Formações do grupo vocal cristão The Cathedral Quartet. Ao todo, 18 cantores e 5 pianistas passaram pelo grupo, divididos em 21 formações. Glen Payne foi o integrante que permaneceu por mais tempo no grupo, por 36 anos (de 1963 a 1999). Payne veio a falecer apenas alguns meses antes do fim efetivo do grupo, sendo substituído por Roger Bennett na posição de segundo tenor até o fim da turnê de despedida. George Younce também permaneceu com o grupo por quase toda a sua existência, tendo se juntado ao quarteto em 1964, um ano depois da fundação do grupo, e permanecendo até o fim do grupo em 1999. Kurt Young foi o integrante que menos tempo permaneceu com o grupo, apenas algumas semanas em 1989, antes de ser substituído por Ernie Haase. A formação mais longa sem alteração foi a 20ª, com Ernie Haase, Scott Fowler, Glen Payne, George Younce e Roger Bennett, que perdurou por 8 anos inalterada (entre 1991 e 1999). A mais curta foi 18ª, com Payne, Younce e Bennett, além de Kurt Young e Mark Trammell.

## Integrantes

### Tenor
- Bobby Clark (1963-1967; 1972)[2][3]
- Mack Taunton (1967-1971)[2][3]
- Roger Horne (1971-1972)[3]
- Roy Tremble (1972-1979)[3]
- Kirk Talley (1979-1983)[3][4]
- Danny Funderburk (1983-1989)[4]
- Kurt Young (1989)[4]
- Ernie Haase (1990-1999)[5]

### Lead
- Glen Payne (1963-1999)[2][3][4][5]
- Roger Bennett (1999)[5]

### Barítono
- Danny Koker (1963-1969)[2]
- George Amon Webster (1969-1971; 1974-1979)[2][3]
- Roy Tremble (1971-1972)[3]
- Bill Dykes (1972-1974)[3]
- Steve Lee (1979-1980)[3][4]
- Mark Trammell (1980-1990)[4][5]
- Scott Fowler (1991-1999)[5]

### Baixo
- George Younce (1964-1999)[2][3][4][5]
- Gerald Wolfe (1987)

### Pianista
- Danny Koker (1963-1969)[2]
- George Amon Webster (1969-1971)[2][3]
- Lorne Matthews (1971-1972; 1979)[3]
- Jim Gastang (1972-1973)[3]
- Haskell Cooley (1973-1979)[3]
- Steve Lee (1979)[3]
- Roger Bennett (1979-1987; 1988-1999)[3][4][5]
- Gerald Wolfe (1987-1988)[4] - Também cantava em algumas ocasiões.

### Contrabaixista
- George Amon Webster (1974-1979)[3]
- Steve Lee (1979-1980)[3][4]
- Kirk Talley (1979-1983)[3][4]
- Mark Trammell (1980-1990)[4][5]
- Scott Fowler (1991-1999)[5]

## Formações
| #   | Tenor                   | Lead          | Barítono          | Baixo         | Piano             | Contrabaixista        | Período   |
| --- | ----------------------- | ------------- | ----------------- | ------------- | ----------------- | --------------------- | --------- |
| 1ª  | Bobby Clark             | Glen Payne    | Danny Koker       |               | Danny Koker       |                       | 1963-1964 |
| 2ª  | Bobby Clark             | Glen Payne    | Danny Koker       | George Younce | Danny Koker       |                       | 1964-1967 |
| 3ª  | Mack Taunton            | Glen Payne    | Danny Koker       | George Younce | Danny Koker       |                       | 1967-1969 |
| 4ª  | Mack Taunton            | Glen Payne    | George A. Webster | George Younce | George A. Webster |                       | 1969-1971 |
| 5ª  | Roger Horne             | Glen Payne    | Roy Tremble       | George Younce | George A. Webster |                       | 1971-1972 |
| 6ª  | Bobby Clark             | Glen Payne    | Roy Tremble       | George Younce | Lorne Matthews    |                       | 1972      |
| 7ª  | Roy Tremble             | Glen Payne    | Bill Dykes        | George Younce | Lorne Matthews    |                       | 1972      |
| 8ª  | Roy Tremble             | Glen Payne    | Bill Dykes        | George Younce | Jim Garstang      |                       | 1972-1973 |
| 9ª  | Roy Tremble             | Glen Payne    | Bill Dykes        | George Younce | Haskell Cooley    |                       | 1973-1974 |
| 10ª | Roy Tremble             | Glen Payne    | George A. Webster | George Younce | Haskell Cooley    | George A. Webster     | 1974-1979 |
| 11ª | Roy Tremble             | Glen Payne    | George A. Webster | George Younce | Lorne Matthews    | George A. Webster     | 1979      |
| 12ª | Roy Tremble/Kirk Talley | Glen Payne    | Steve Lee         | George Younce | Steve Lee         |                       | 1979      |
| 13ª | Kirk Talley             | Glen Payne    | Steve Lee         | George Younce | Roger Bennett     | Steve Lee/KIrk Talley | 1979-1980 |
| 14ª | Kirk Talley             | Glen Payne    | Mark Trammell     | George Younce | Roger Bennett     | Mark Trammell         | 1980-1983 |
| 15ª | Danny Funderburk        | Glen Payne    | Mark Trammell     | George Younce | Roger Bennett     | Mark Trammell         | 1983-1987 |
| 16ª | Danny Funderburk        | Glen Payne    | Mark Trammell     | George Younce | Gerald Wolfe      | Mark Trammell         | 1987-1988 |
| 17ª | Danny Funderburk        | Glen Payne    | Mark Trammell     | George Younce | Roger Bennett     | Mark Trammell         | 1988-1989 |
| 18ª | Kurt Young              | Glen Payne    | Mark Trammell     | George Younce | Roger Bennett     | Mark Trammell         | 1990      |
| 19ª | Ernie Haase             | Glen Payne    | Mark Trammell     | George Younce | Roger Bennett     | Mark Trammell         | 1990      |
| 20ª | Ernie Haase             | Glen Payne    | Scott Fowler      | George Younce | Roger Bennett     | Scott Fowler          | 1991-1999 |
| 21ª | Ernie Haase             | Roger Bennett | Scott Fowler      | George Younce | Roger Bennett     | Scott Fowler          | 1999      |

## Sobre as formações

### Cathedral Trio (1963)
Os ex-membros do Weatherford Quartet(um quarteto de sucesso nos anos 50) Glen Payne, Danny Koker e Bobby Clark, foram convidados pelo pastor Rex Humbard a formarem um grupo oficial masculino da Cathedral of Tomorrow, formando assim o Cathedral Trio com Bobby como 1o tenor, Glen como lead singer e Danny como barítono e pianista.

### Cathedral Quartet: Era Bobby Clark e Danny Koker (1964-1966)
Rex Humbard decidiu expandir o quarteto, acrescentando o baixo George Younce(ex-baixo do Blue Ridge Quartet, já composto no passado pelo próprio Glen Payne) ao grupo. George se tornou co-proprietário do grupo em contrato com Glen, além de mestre de cerimônias do mesmo. Assim, o Cathedral Trio passou a ser chamado de Cathedral Quartet. A formação em questão tinha como foco de suas canções, hinos clássicos contemporâneos da época, ainda com poucas composições originais.

### Era Mack Taunton e Danny Koker (1966-1967)
Bobby Clark sai do grupo, sendo substituído por Mack Taunton como primeiro tenor. O estilo musical e a proposta do quarteto não sofreu tão grandes alterações, apenas adotou hinos mais agitados e ritmados, mas mantendo a preferência por hinos clássicos. Esta formação gravou três álbuns, sendo que um deles contou com a participação das famílias dos cantores.

### Era Mack Taunton e George Amon Webster (1968-1972)
Foi a vez de Danny Koker deixar o grupo, sobrando apenas George Younce e Glen Payne como membros iniciais, o que fez com que formassem uma grande aliança e uma sincera amizade que foi uma das razões para sua duradoura parceria, selada pela canção "Cleanse me"(presente no álbum "A little bit of everything"), na qual os dois fazem um dueto.
A posição de 2o tenor/barítono, deixada por Danny, fora ocupada por George Amon Webster, que tocou piano para o grupo em seus quatro primeiros álbuns até que em 1972, Lorne Matthews assumiu o piano e George Webster passou a ser apenas cantor. Esta configuração(quatro cantores e um pianista) passou a ser frequente no grupo daí em diante.

### Era Mack Taunton e Roy Tremble (1972)
Em 1972, George Webster saiu e Roy Tremble entrou como barítono. A formação com Mack e Roy foi apenas de transição, tanto que não há registros de álbuns gravados, e logo mais Mack Taunton deixaria o grupo.

### Era Roger Horne e Roy Tremble (1972-1973)
Após a saída de Mack Taunton, Roger Horne assumiu o 1o tenor. Juntos, eles gravaram os álbuns "Somebody Loves me"(cuja canção título seria uma das mais regravadas do grupo), "Right On" e "Welcome to our world". Após a saída de Roger Horne, o grupo sofreria certas reformulações.

### Era Bobby Clark e Roy Tremble (1973)
Roger sai do grupo e com ele também sai Lorne. Jim Garstang assume o piano temporariamente enquanto Bobby Clark é chamado para encobrir a posição de 1o tenor sem planos de voltar de vez ao quarteto. A formação não gravou nenhum álbum.

### Era Roy Tremble e Bill Dykes (1973-1974)
George e Glen descobrem que Roy tem extensão para 1o tenor e então ele muda de posição e Bobby deixa o grupo definitivamente, quando Bill Dykes é chamado para compor o 2o tenor/barítono. Jim Garstang fica por algum tempo, mas logo sai e George Webster retorna apenas como pianista. Esta formação se estabilizou durante o álbum "Seniors in Session", que destacava apenas performances solo de George e Glen. Os álbuns gravados pela formação por inteiro foram "Town and Country" e "The Last Sunday"(que por sinal é um clássico do grupo que seria regravado mais tarde).

### Era Roy Tremble e George Amon Webster (1974-1979)
Bill Dykes deixa o grupo, assim, George Webster volta á posição de 2o tenor/barítono e Haskell Cooley entra como pianista. Após tantos anos de mudanças, esta finalmente foi uma formação duradoura e apesar das crises financeiras que tinham, ainda conseguiram gravar muitos álbuns juntos.
Em 1979, fecharam sua história com um álbum ao vivo, neste meio tempo, Haskell sai do grupo e Lorne Matthews retorna em seu lugar, apenas para permanecer até o meio do ano. Esta formação teve como último álbum o compilado "Keep on Singing", gravando apenas as primeiras canções deste.

### Era Roy Tremble e Steve Lee (1979)
Após a saída repentina de George Webster e Lorne Matthews, logo após gravarem o compilado "Keep on Singing", Steve Lee fora chamado para substituir George Webster como 2o tenor/barítono e também como pianista, retornando á formação temporária de quatro membros no grupo. Juntos, eles gravaram algumas poucas canções do "Keep on Singing".

### Era Kirk Talley e Steve Lee(1979-1980)
Roy saiu do grupo, sendo que o Keep on Singing ainda não estava concluído. Assim, Steve Lee convidou Kirk Talley para cantar no quarteto e George e Glen o contrataram oficialmente. esta formação concluiu o álbum.
Após a conclusão de Keep on Singing, Kirk e Steve indicaram Roger Bennett para ser pianista do grupo e ele logo foi aceito por definitivo. Roger e os demais gravaram 3 álbuns juntos, de certa forma modernizando o estilo utilizado nos anos anteriores com canções Negro Spiritual, Jazz clássico e Blues. A canção "I Know a Man who can", presente no álbum "Smooth as Silk" e depois no "Better than ever", é provavelmente o maior sucesso da formação.

### Era Kirk Talley e Mark Trammell (1980-1983)
Steve decidiu que a vina da estrada musical não era o que queria e deixou o grupo de forma estranha e repentina, quando o álbum "Telling the world about his love" estava sendo planejado inclusive para a formação em questão. Tal buraco fora coberto pela breve presença de Roger Horne, que decidiu ajudar o grupo durante um tempo até encontrarem um novo 2o tenor/barítono, quando indicaram Mark Trammell, que tinha já uma carreira solidificada em quartetos em sua adolescência, para compor a formação que revitalizou o quarteto, repaginando o estilo musical e devolvendo o grupo ás eras de ouro.
O álbum "Telling the world about his love" seguia um estilo semelhante aos álbuns gravados por Steve, sendo assim, acabou não fazendo tanto sucesso quanto os álbuns seguintes da formação, sendo "Something Special", considerado o melhor da era por muitos. Para este álbum, Kirk compôs "Step into the water", um dos grandes sucessos do grupo. Outra canção de destaque é "Mexico", uma clara homenagem ao povo mexicano. Mantiveram o estilo R&B, agora mais modernizado. Outras canções de destaque são "Moving up to Gloryland", "Canaanland is just in sight", "I don't wanna live(no more without Jesus)", "Turn your back", "Then came the morning"(gravada nos anos 90 em português pelos Arautos do Rei), dentre outras. Um dos álbuns de destaque desta formação é "Individually", que destaca as performances em solo dos cinco membros(inclusive de Roger Bennett cantando) ao invés do quarteto completo.
Esta formação encerrou após o ao vivo em Atlanta, onde despediram Kirk, que seguia carreira com sua família dali em diante.

### Era Danny Funderburk e Mark Trammell (1984-1989)
O ao vivo "Live in Atlanta" marcou a despedida de Kirk, que decidiu montar um grupo com sua família, sendo substituido por Danny Funderburk, que até então cantava com os Singing Americans, quarteto que inclusive se apresentou em 1982, no mesmo show no qual os Cathedrals(então com Kirk como 1o tenor) também participaram, o "Sing Out America" de 1982.
O primeiro álbum com Danny, "Distinctively", como muitos primeiros álbuns de formações do Cathedrals, não fez grande sucesso, mas dali gravaram outros notáveis álbuns como "Especially for You" e "Master Builder", sendo este último considerado como o melhor desta fase, destacando grandes hits como "Plan of Salvation", "The rocks shall not cry out", "Sinner saved by grace" e a própria música título. Também gravaram as compilações "The prestigious Cathedral Quartet" e "An Old Convention Song"(que relembrava canções de antigamente), inclusive um álbum natalino A capella.
Em 1986, após o ao vivo "Traveling Live", Roger Bennett se ausentou temporariamente do grupo e o então jovem Gerald Wolfe fora chamado para tomar seu lugar enquanto isso. Danny, Mark e Gerald formaram uma grande amizade durante seu período juntos, além de Gerald se destacar não só como pianista, mas também como solista, principalmente na estrondosa canção "Champion of Love", do álbum "Symphony of Praise". Esta canção é considerada por muitos como a melhor canção do Cathedrals de todos os tempos. Com Gerald, eles gravaram também o álbum "Land of Living" e o alternativo "Goin' in Style". Após este, Gerald deixa o grupo e Roger retorna como pianista, gravando "I've just started living" e mais tarde um especial de 25 anos do Cathedrals.

### Era Kurt Young e Mark Trammell (1989-1990)
Danny saiu do grupo afim de fazer carreira solo e mais tarde fundaria outros grupos sem grande sucesso, retornando á carreira solo. Após a saída deste, o ex-tenor do Priority, Kurt Young, assumiu sua posição temporariamente. Apesar de ter se destacado bem no Priority, Kurt não teve o melhor desempenho com os Cathedrals, já que começou recebendo críticas por substituir Danny e ainda teve uma performance desastrosa no Dove Awards de 1990, sendo despedido logo em seguida sem o grupo gravar nenhum álbum.

### Era Ernie Haase e Mark Trammell (1990)
Após Kurt ser despedido do Cathedrals, Ernie Haase, genro de George, é convidado para tomar seu lugar. Esta formação durou apenas o ano de 1990, já que Mark saiu no fim do mesmo ano, ainda assim gravaram seu único álbum "Climbing higher and higher", que teve grandes sucessos, dentre eles destacou Ernie com a canção "Oh! What a savior!", que é até hoje um de seus maiores sucessos com o grupo.

### Era Ernie Haase e Scott Fowler (1991-1999)
Mark saiu do grupo afim de se dedicar á formação de novos quartetos, sendo substituído por Scott Fowler, indicado por Ernie. Scott tomou o lugar antes ocupado por Gerald Wolfe na canção "Champion of Love". O duo Ernie e Scott se tornou um tanto marcante e juntos gravaram vários álbuns, sendo esta a formação mais duradoura(e talvez por isso a mais popular) do grupo.
O primeiro álbum com Scott, "Best of Times", não fez tanto sucesso, mas destacou canções que seriam a marca maior daquela formação, sendo que o grupo teve um crescimento significativo após o ao vivo "Camp Meeting", de 1992, ganhando prémios e sendo convidados a programas envolvendo outros grupos, como as reuniões de Bill Gaither, conhecidas como Homecomings, nas quais o quarteto costumava marcar presença. Além de reunirem seus ex-membros num grande concerto de aniversário chamado "A Reunion".
Após "Reunion", o grupo sofreu certa baixa devido á frágil saúde de Glen e George(principalmente do primeiro), e em 1999, ambos anunciaram sua aposentadoria e planejavam encerrar o quarteto. Assim, lançaram "Faithful" como seu último álbum e planejavam "A Farewell Celebration"(celebração de despedida). Durante a turnê, Glen adoece e falece, cabendo a Roger Bennett substituí-lo nos últimos shows que restavam.